# Dichrostigma malickyi
Dichrostigma malickyi is een kameelhalsvliegensoort uit de familie van de Raphidiidae. De soort komt voor in Turkije.
Dichrostigma malickyi werd voor het eerst wetenschappelijk beschreven door H. Aspöck & U. Aspöck in 1964.